# Johan Rojas
Johan Rojas Echavarría (ur. 20 września 2002 w Medellín) – kolumbijski piłkarz występujący na pozycji ofensywnego pomocnika lub skrzydłowego, od 2025 roku zawodnik meksykańskiej Necaxy.